# Rio Alunișu (Dămuc)
O Rio Alunişu é um rio da Romênia afluente do rio Pârâul Sec, localizado no distrito de arghita.